# Hangwa

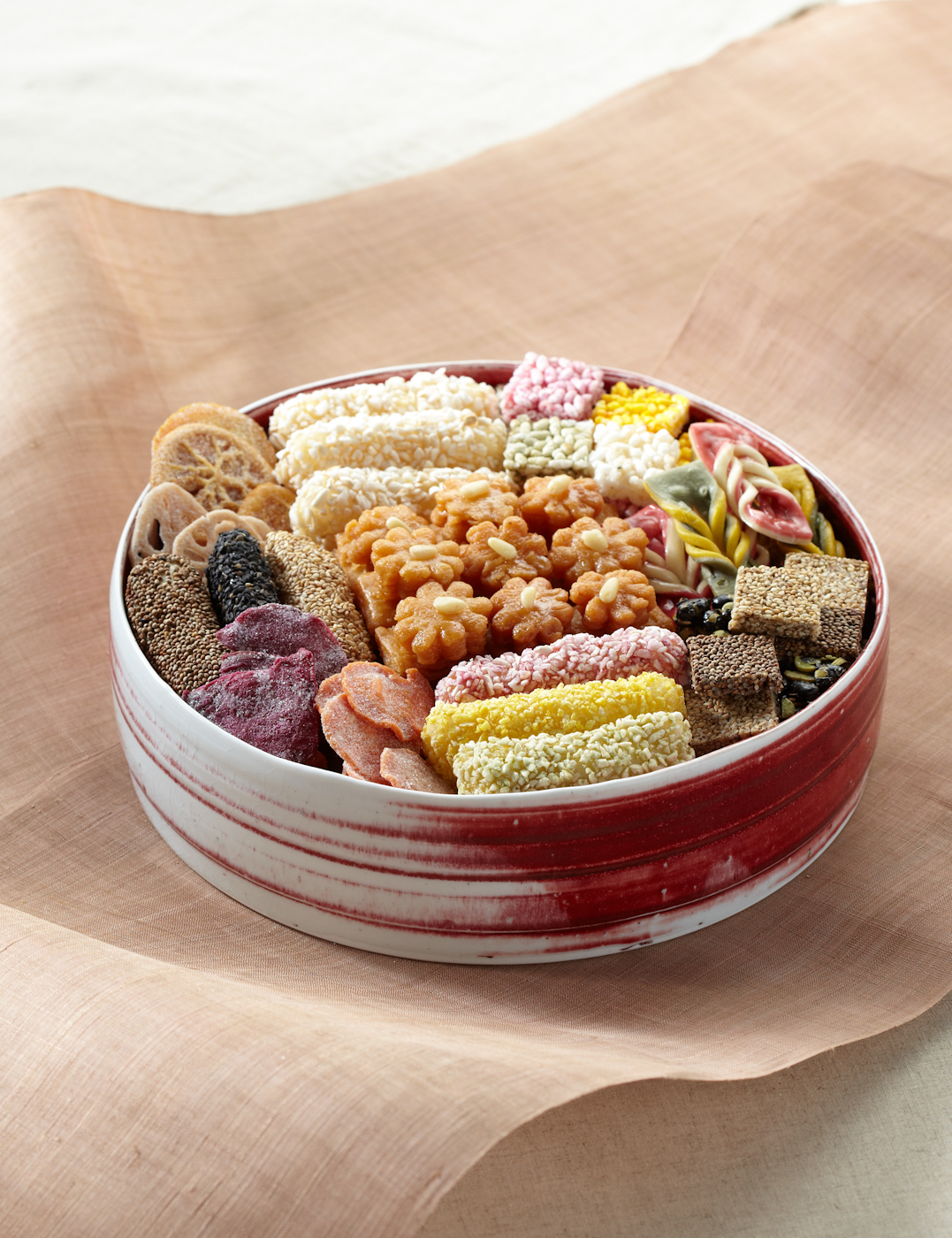
Plusieurs hangwa.

Hangwa (hangeul : 한과 ; hanja : 韓菓) est un terme général désignant les confiseries traditionnelles coréennes. Avec le tteok (gâteau de riz), le hangwa forme la catégorie des aliments sucrés dans la cuisine coréenne. Différents hangwa ont été utilisés dans les cérémonies traditionnelles telles que le jerye (rite ancestral) et le hollye (mariage). Dans la Corée du Sud moderne, le hangwa est également disponible dans les cafés et les salons de thé.
Les ingrédients courants du hangwa sont la farine de céréales, les fruits et les racines, les ingrédients sucrés comme le miel et le yeot, et les épices comme la cannelle et le gingembre.